# N-formylmethionin
N-Formylmethionin (fMet, HCO-Met, For-Met, systematický název (2S)-2-formamido-4-(methylsulfanyl)butanová kyselina) je proteinogenní aminokyselina, kódovaná kodonem AUG (tzn. start kodon). Využívá se však ke stavbě proteinů pouze u eubakterií, na plastidových a mitochondriálních ribozomech, nikoliv však u eukaryotických ani archebakterií, kde je místo toho využíván methionin.
Imunitní systém živočichů využívá skutečnosti, že je formylmethionin přítomen pouze u bakterií. Polymorfonukleární buňky jsou schopné vázat proteiny začínající N-formylmethioninem a nastartovat tím fagocytózu cizorodé částice.